# Sphagnum boliviae
Sphagnum boliviae är en bladmossart som beskrevs av Warnstorf 1907. Sphagnum boliviae ingår i släktet vitmossor, och familjen Sphagnaceae. Inga underarter finns listade i Catalogue of Life.